# Georges Dola
Edmond Vernier connu sous le pseudonyme de Georges Dola, né à Dôle le 2 novembre 1872 et mort le 9 juillet 1950 à Bricquebec, est un peintre et illustrateur français, célèbre pour ses affiches.

## Biographie
Auguste Joseph Edmond Vernier est né le 1er avril 1884 à Dôle dans le département du Jura. Son père Alfred Vernier est l'économe de l'hôpital de la ville.
En 1893, alors qu'il exerce le métier de dessinateur-lithographe, il est ajourné par le conseil de révision pour cause de « faiblesse », avant d'être incorporé le 13 novembre 1894 puis envoyé en disponibilité le 24 septembre 1895. En août 1896, il s'installe à Paris où il épouse Berthe Alexandrine Durand le 9 novembre 1897 à la mairie du 6e arrondissement.
Pour exercer son art, il prend de nom d'artiste de Georges Dola en référence à sa ville natale dont l'ancien toponyme était Dola.
Membre de la Société des artistes français et de l'Union des artistes dessinateurs, officier de l'Instruction publique, il obtient une mention honorable au Salon des artistes français de 1909.
On lui doit de nombreuses affiches pour le théâtre mais aussi des portraits d'artistes et des paysages.
Professeur au Cercle international des arts, il a aussi illustré des couvertures de partitions en collaboration avec Jacques Wély sous le pseudonyme collectif de Madola.

## Œuvres
Liste donnée dans l'ouvrage de René Édouard-Joseph cité en bibliographie.

### Affiches
- La Veuve joyeuse
- La damnation de Faust
- Régina Badet dans la Femme et le Pantin
- Danseuse nue
- Vanah-Yami
- Mon décor
- Les Chansons Filmées de Georges Lordier

### Album
- Miocheries, de Mel Bonis